# 사모아의 국장
사모아의 국장은 1962년에 제정되었다.

사모아의 국장

국장 가운데에는 두 개의 작은 공간으로 나뉜 방패가 그려져 있는데 방패 상단에는 하얀색 바탕에 초록색 파도와 코코야자가 그려져 있으며 방패 하단에는 파란색 바탕에 하얀색 남십자자리가 그려져 있다. 파도와 코코야자는 태평양에 위치한 사모아 섬을 의미한다.
방패 바깥쪽에는 지구가 그려져 있으며 방패 양쪽에는 두 개의 올리브 가지가 장식되어 있다. 이는 유엔의 엠블렘을 바탕으로 한 디자인으로 사모아가 1962년까지 유엔의 신탁 통치령이었음을 의미한다.
방패 위쪽에는 기독교의 상징인 빨간색 테를 두른 파란색 라틴 십자가 그려져 있으며 방패 아래쪽에 있는 리본에는 사모아의 나라 표어인 "사모아는 하느님이 창조하였다"("Fa'avae i le Atua Samoa")가 사모아어로 쓰여져 있다.

## 역대 사모아의 국장

독일령 사모아의 문장 (1900년 ~ 1914년)
서사모아의 국장 (1951년 ~ 1962년)